# Toshihiko Koga
Toshihiko Koga (古賀 稔彦, Koga Toshihiko, Miyaki, 21 november 1967 – Kawasaki, 24 maart 2021) was een Japans judoka. Koga nam driemaal deel aan de Olympische Zomerspelen en won in 1992 de gouden medaille in het lichtgewicht, vier jaar later in Atlanta verloor Koga de finale in het halfmiddengewicht van de Fransman Djamel Bouras. Koga werd in 1989 en 1991 wereldkampioen in het lichtgewicht en in 1995 in het halfmiddengewicht.
Koga overleed medio maart 2021 op 53-jarige leeftijd, na een jaar eerder behandeld te zijn geweest voor kanker.

## Resultaten
- Wereldkampioenschappen judo 1987 in Essen  in het lichtgewicht
- Olympische Zomerspelen 1988 in Seoel 13e in het lichtgewicht
- Wereldkampioenschappen judo 1989 in Belgrado  in het lichtgewicht
- Aziatische Spelen 1990 in Peking  in het lichtgewicht
- Wereldkampioenschappen judo 1991 in Barcelona  in het lichtgewicht
- Olympische Zomerspelen 1992 in Barcelona  in het lichtgewicht
- Wereldkampioenschappen judo 1995 in Chiba  in het halfmiddengewicht
- Olympische Zomerspelen 1996 in Atlanta  in het halfmiddengewicht

1964: Takehide Nakatani ·
1972: Takao Kawaguchi ·
1976: Héctor Rodríquez ·
1980: Ezio Gamba ·
1984: Ahn Byeong-keun ·
1988: Marc Alexandre ·
1992: Toshihiko Koga ·
1996: Kenzo Nakamura ·
2000: Giuseppe Maddaloni ·
2004: Lee Won-hee ·
2008: Elnur Mammadli · 
2012: Mansoer Isajev · 
2016: Shohei Ono · 
2020: Shohei Ono · 
2024: Hidayet Heydarov
- CiNii: DA13007250
- Bibliotheek van het Japanse parlement: 00622857
- Virtual International Authority File: 257868997